# Cien largo

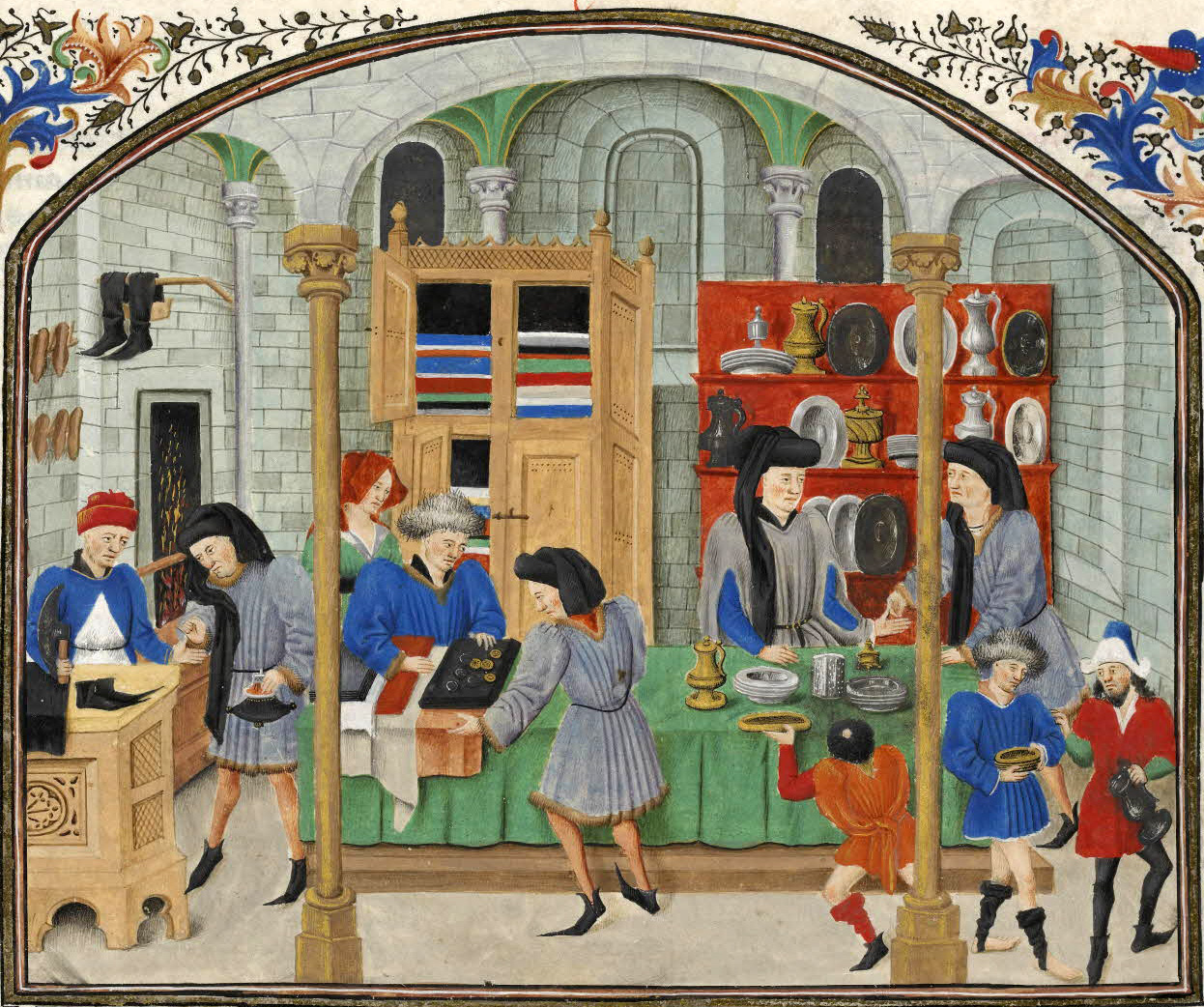
Transacciones comerciales en un mercado medieval

El cien largo, también conocido como gran cien o centena larga (originalmente en inglés: long hundred, great hundred o twelfty), es el número 120 (en el sistema de numeración decimal con cifras arábigas) al que se hace referencia como cien en las lenguas germánicas antes del siglo XV, y ahora se conoce como ciento veinte o seis veintenas (six score en inglés). El número se denominaba simplemente como cien y se tradujo al latín en los países de habla germánica como centum (el número romano C), pero ahora se agrega el calificador "largo" porque el idioma inglés actual usa la palabra "cien" ("hundred") exclusivamente para referirse al número de cinco veintenas (100) en su lugar.
La centena larga era 120, aunque  el mil largo se contaba decimalmente como 10 centenas largas (1200).

## Unidad inglesa
El hundred (en latín: centena) era una unidad de conteo inglesa utilizada en la producción, venta e impuestos de varios artículos en el reino de Inglaterra medieval. El valor a menudo "no" era igual a las 100 unidades, principalmente debido al uso medieval continuado en las lenguas germánicas de los cientos largos de 120 unidades. El uso de la unidad como medida de peso ahora se describe como long hundredweight.
La edición latina del Jurado de Pesos y Medidas, uno de los estatutos de fecha incierta de alrededor del año 1300, describe cientos largos para hablar de cantidades de (red) herring (peces ahumados), cera estampada, azúcar, pimienta, cominos y alumbre ("1312 stones, cada una conteniendo 8 libras " o 108 Tower lbs.), lino grueso y tejido, lona de cáñamo (una centena larga de 120 codos) y cantidades de hierro, herraduras o chelines (una centena corta de 100 piezas). Las versiones posteriores del texto utilizaron los pesos troy o las libras en sus cálculos e incluyeron cientos de pescados frescos (centenas cortas de 100 peces), canela, nuez moscada (piedra 1312 de 8 lb) y ajos ("15 trenzas de 15 cabezas" o 225 cabezas).

## Historia
La existencia de una base no decimal en los primeros rastros de las lenguas germánicas está atestiguada por la presencia de glosas conteniendo anotaciones en las que se hace mención a "diez-sabio" o "cuenta de diez" ("tenty-wise" o "ten-count"), lo que denota que ciertos números debían entenderse como parte del sistema de numeración decimal. Tales glosas no se esperarían donde el conteo decimal fuera lo habitual. En las biblias góticas, algunas marginalia (anotaciones al margen) glosan quinientos (fimf hundram) en el texto como si se entendiera como taihuntewjam ("de diez en diez"). Se conocen palabras similares en muchas otras lenguas germánicas. En el nórdico antiguo los números grandes se contaban en docenas de decenas, con las expresiones una centena y ochenta que significaba 200, dos centenas que significaba 240 y mil que significaba 1200. Su uso en la Edad Media en Inglaterra y Escocia está documentado por Stevenson y Goodare, aunque Goodare señala que a veces se evitaba usando números como siete veintenas. En el mencionado Jurado de Pesos y Medidas, un texto procedente del Reino de Inglaterra fechado hacia el año 1300, aparecen tanto tanto el cien corto como el cien largo en ocasiones mezclados entre sí: el centenar de pescados ahumados está formado por seis veintenas de peces y los centenares de medidas de lona de cáñamo y de tejido de lino están formados por seis veintenas de codos; mientras que el centenar de libras utilizado en la medición de productos a granel es cinco veintenas. Dentro del texto original latino, el numeral c. se usaba para denominar a un valor de 120: Et quodlibet c. continet vi. xx. ("Y cada 'cien' contiene seis veintenas")
El cómputo utilizando centenas largas disminuyó cuando las cifras arábigas (que requiere una base 10 uniforme) se extendió por toda Europa durante y después del siglo XIV.
En los tiempos modernos, el uso de J. R. R. Tolkien del sistema de centenas largas dentro de El Señor de los Anillos ayudó a popularizar la palabra eleventy, que en inglés moderno se utiliza principalmente como una palabra coloquial para hacer referencia a un número indefinidamente grande.